# Широмасово
Широмасово (Широмаз) — село в Теньгушевском районе Республики Мордовия, находится на реке Мокша.

## История
В 1866 г. Широмасово (Никольское) — село из 130 дворов Темниковского уезда.
В начале 1900 г  население составляло около 1700 человек.
В 2016г.  осталось около 80 жилых дворов. В селе имеется школа и продуктовый магазин с минимальным набором продуктов и хозяйственных средств. Колхоз практически не функционирует и почти вся ферма разграблена и полуразрушена.
Широмасово (мордовское Широмаз), село, Теньгушевский район, до революции Темниковский и Кадомский уезды Тамбовской губернии. Эрзянское село Широмасово принадлежало к тем селам, которые приняли православие еще в XVII веке, предположительно в 1680-82-х годах, по указам царя Феодора Алексеевича. Остальные язычники села, которых оставалось еще много, христианизировались постепенно, а в 1744 году были крещены все по указу императрицы Елизаветы Петровны.
Первая деревянная Никольская церковь была построена в 1685 году. Каменная Покровская церковь, построенная в 1821 году, доведена советскими властями до аварийного состояния, требует серьезного ремонта. В селе хранились местночтимые святыни — иконы Космы и Дамиана и Флора и Лавра. В престольные праздники совершались шествия с этими иконами на чтимый источник, находящийся близ села. Приход в Широмасове не возродился до сегодняшнего дня, службы не проводится.
Сегодня Широмасово, потерявшее две трети населения (из-за "большого пожара" — инф.отсутствует), относится к сельсовету села Куликово.

## Население
| 2002 | 2010 |
| ---- | ---- |
| 198  | ↘162 |